# Frunze (Sakhà)
|  | Per a altres significats, vegeu «Frunze». |

Frunze (en rus: Фрунзе) és un poble de la república de Sakhà, a Rússia, que el 2018 tenia 140 habitants, pertany al districte de Namtsi.